# Giovan Battista Adriani
Giovan Battista Adriani (Firenze, 1511 – Firenze, 1579) è stato uno storico e oratore italiano, nominato storiografo ufficiale del Granducato di Toscana.

## Biografia
Nato a Firenze, figlio dell'umanista e politico Marcello Virgilio Adriani, da cui gli derivò il soprannome Marcellino, e di Maria da Casavecchia, di una casata della nobiltà cittadina, Giovan Battista studiò filosofia a Padova, dove era andato esule nel 1530, a seguito della caduta della Repubblica fiorentina, e dove conobbe, fra gli altri, Pietro Bembo, Annibal Caro e Benedetto Varchi. Con quest'ultimo, in particolare, ebbe un noto scambio di sonetti e rime.
Nella città natale, in cui aveva potuto far ritorno nel 1540, fu professore di eloquenza, tenendo la cattedra nello Studio fiorentino per un trentennio, dal 1549 sino alla morte.
Su incarico del granduca Cosimo I de' Medici, continuò la Storia di Benedetto Varchi, morto nel 1565, con il titolo di Istoria de' suoi tempi, riguardante gli anni dal 1536 al 1574, pubblicata postuma dal figlio.
Per il tono filosofico e le intenzioni moraleggianti, l'opera si rifà a Polibio e a Tacito, e dimostra, inoltre, un'acuta comprensione dei suoi tempi cercando di inserire le vicende di Firenze nel contesto degli avvenimenti europei, sulla scorta della metodologia del Guicciardini. Scrisse anche una biografia di Cosimo I, molte orazioni funebri e, sotto forma di lettera, un saggio sull'arte antica per un'edizione de Le vite de' più eccellenti pittori, scultori e architettori di Giorgio Vasari.
Fu membro dell'Accademia Fiorentina. Sposatosi due volte, ebbe diversi figli, fra cui Marcello, detto il giovane per distinguerlo dal nonno, che fu un filologo.
Deceduto in seguito a una lunga malattia, la sua orazione funebre fu svolta da Francesco Bonciani nella chiesa di Santa Maria degli Alberighi. Tuttavia, secondo Jacques-Auguste de Thou, Adriani fu sepolto in una chiesa, detta di S. Francesco, fuori le mura di Firenze.
Una sua effigie, opera del Vasari, si trova a Palazzo Vecchio, in un riquadro del soffitto del salone dei Cinquecento.

## Opere principali
- 1558 - Oratio in sacris funeribus Caroli V Caesaris Augusti (anche in volgare nel 1559; II ed. 1562)
- 1563 - Oratio fvnebris de lavdibvs Eleonorae Toletanae Cosmi Medicis Florent. & senen. ducis vxoris
- 1564 - Oratio in funere Ferdinandi Imperatoris Augusti
- 1564 - Carmina in laudem Michaelis Angeli Bonarotae[11]
- 1567 - Lettera...a M. Giorgio a Vasari (pubblicata separata[12], fu poi inserita dal Vasari, nel 1568, nel II tomo della sua opera)
- 1568 - Laudatio in Funere Isabellae Hispaniarum Reginae
- 1574 - Orazione fatta in latino all'esequie del Sereniss. Cosimo de Medici
- 1578 - Oratio in funere Johannae Austriacae, uxoris Franc. sereniss. Mag. Duci Etruria (anche in volgare)
- 1580 - Oratio de morte contemnenda
- 1583 – Istoria de' suoi tempi (22 libri) (II ed. Venezia 1587)